# Tlemang
Tlemang is een bestuurslaag in het regentschap Lamongan van de provincie Oost-Java, Indonesië. Tlemang telt 1266 inwoners (volkstelling 2010).